# Carla Fendi
Carla Fendi (Roma, 12 luglio 1937 – Roma, 19 giugno 2017) è stata un'imprenditrice, stilista e filantropa italiana.

## Biografia
Figlia di Edoardo Fendi e Adele Casagrande, uscita dagli studi classici Carla iniziò a lavorare con le sue quattro sorelle Paola, Anna, Franca e Alda per il negozio di famiglia inaugurato nel 1925. Negli anni si dedicò alla gestione di tutti i settori dell'azienda, dall'amministrazione alla progettazione e al marketing. Alla morte del padre le sorelle  inaugurarono un nuovo negozio nel 1964 e si avvalsero della collaborazione di Karl Lagerfeld per rinnovare l'immagine del marchio dell'azienda. Negli anni sessanta Carla si dedicò essenzialmente alle relazioni pubbliche puntando al mercato americano e nel 1965 inaugurò il primo negozio Fendi a New York. Mentre le sorelle si occupavano maggiormente di ideazione e design, Carla si concentrò sulla comunicazione dell'azienda e degli eventi legati al marchio. Sposò Candido Speroni, farmacista che lasciò il proprio lavoro per dedicarsi anch'egli al marchio Fendi. Candido supportò la moglie e la spinse sempre di più verso attività e iniziative filantropiche e artistiche.
Nel 2008 lasciò l'incarico di presidente del marchio Fendi, per dedicarsi alle attività filantropiche, pur restando presidente onoraria dell'azienda per tutta la vita. Nel 2013 alla Camera dei deputati a Roma ricevette il Premio America della Fondazione Italia USA. Dopo essere rimasta vedova nel novembre 2013, le sue condizioni di salute peggiorarono. Morì a Roma il 19 giugno 2017, all'età di 79 anni, dopo una lunga malattia. Il funerale fu celebrato nella basilica di Santa Maria in Montesanto a piazza del Popolo; accanto alla bara c'era l'urna con le ceneri del marito Candido. La stilista riposa nella tomba di famiglia nel cimitero di Piancastagnaio.

## La Fondazione Carla Fendi

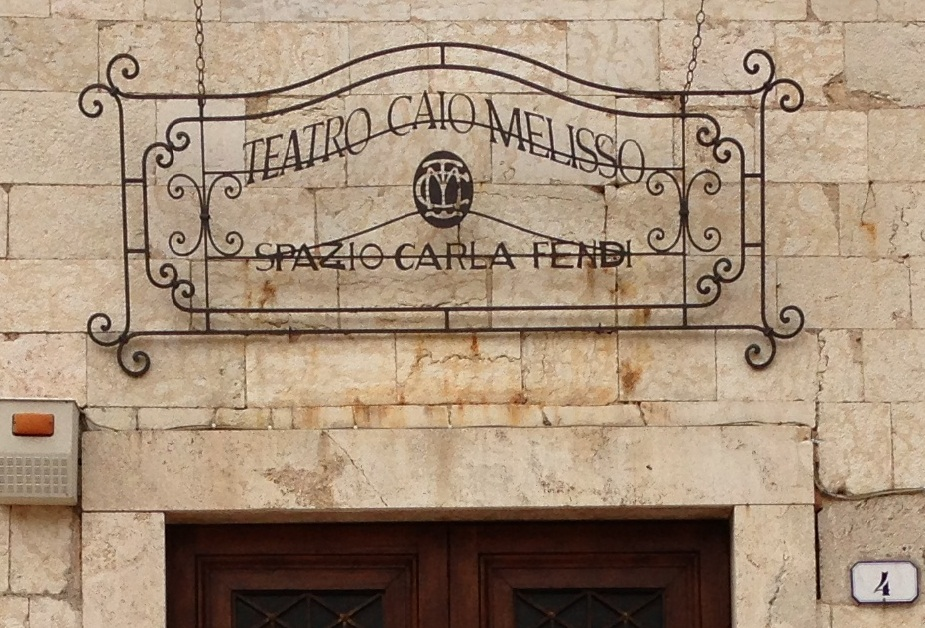
Nuovo logo del Teatro Caio Melisso di Spoleto Spazio Carla Fendi

La Fondazione Carla Fendi venne istituita nel 2007 per contribuire alla conservazione dei beni culturali e garantirne continuità e crescita. Attraverso essa Carla Fendi promosse eventi e supportò progetti nell'ambito della difesa ambientale, della pubblicazione di opere letterarie e della conoscenza di opere d'arte. Negli anni ottanta, dalla profonda amicizia che la legava a Giancarlo Menotti, nacque l'interesse per la città di Spoleto e il Festival dei due Mondi che seguì e sostenne fino all'aggravarsi delle sue condizioni di salute; nel 2010 finanziò il restauro di uno dei teatri spoletini, il Teatro Caio Melisso. Nel dicembre 2015 sostenne la creazione del presepe di Giosetta Fioroni nella Chiesa degli artisti, dando continuità all'iniziativa di monsignor Ennio Francia che fin dagli anni cinquanta aveva coinvolto numerosi artisti nella realizzazione di opere sacre. Fu anche tra i principali finanziatori del restauro della Fontana di Trevi.